# Acétylcarnitine
L'acétyl-L-carnitine (ALCAR) est une forme acétylée de la L-carnitine, un ammonium quaternaire issu de la lysine et de la méthionine, deux acides aminés protéinogènes.

## Description
L'acétyl-L-carnitine est produite dans les mitochondries par l'action de la carnitine O-acétyltransférase (EC 2.3.1.7) sur la L-carnitine et l'acétyl-CoA avec libération de coenzyme A, puis est exportée dans le cytosol, à l'extérieur des mitochondries, où elle est à nouveau clivée en ses deux constituants, L-carnitine et groupe fonctionnel acétyle sur l'acétyl-CoA. L'excès d'acétyl-CoA à l'intérieur des mitochondries conduit à dégrader en priorité les glucides au détriment des acides gras, l'acétyl-L-carnitine permettant de réguler cet effet après un effort violent en transférant l'acétyl-CoA de l'intérieur vers l'extérieur des mitochondries.
Le métabolisme du glucose est activé aussi bien par l'administration de L-carnitine que d'acétyl-L-carnitine. L'acétyl-L-carnitine améliore également la réponse à l'insuline, et présente des effets positifs sur diverses maladies musculaires ainsi que sur la condition cardiovasculaire des patients.
L'acétyl-L-carnitine peut franchir la barrière hémato-encéphalique et pénétrer dans le cerveau depuis le sang en y jouant un rôle d'antioxydant. Elle pourrait présenter un intérêt dans le traitement de la maladie de Parkinson, mais les recherches dans cette direction doivent être approfondies. Elle aurait également un effet bénéfique sur la motilité des spermatozoïdes dans l'éjaculat.